# ドイツ進歩党
ドイツ進歩党（ドイツ語: Deutsche Fortschrittspartei、略称DFP）は、かつて存在したプロイセン及びドイツの政党。1861年にプロイセン衆議院における自由主義左派政党として結党。首相ビスマルクの軍制改革や無予算統治に対して憲法闘争を展開して抵抗したが、1866年の事後承認法可決によって敗北。ビスマルクを支持する党内右派は国民自由党として分党した。ドイツ統一後もビスマルクに批判的な自由主義左派政党として続いたが、1884年には自由主義連合と合同してドイツ自由思想家党に再編された。

## 党史

### 創設

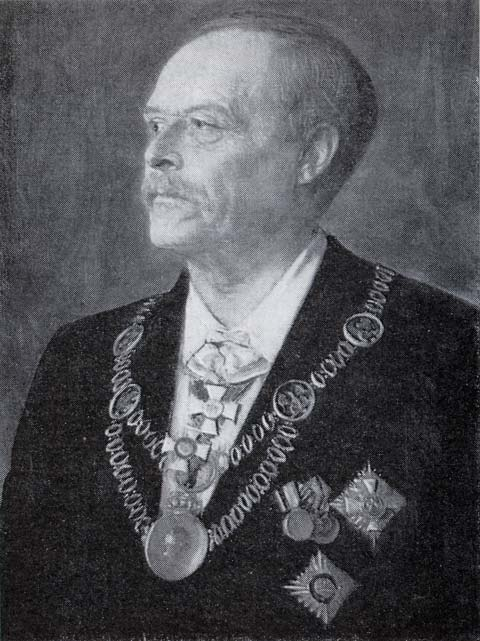
マックス・フォン・フォルケンベック

1861年2月のプロイセン衆議院における上奏文審議の際、ドイツ問題の扱いに不満を抱いたマックス・フォン・フォルケンベックら自由主義左派議員たちは、ゲオルク・フォン・フィンケ男爵の親政府的指導に反発し、旧派自由主義の多数派だったフィンケ派から離脱して「議会連合」別名「青年＝リトアニア派(Jung-Litauen)」と呼ばれる勢力を形成するようになった。

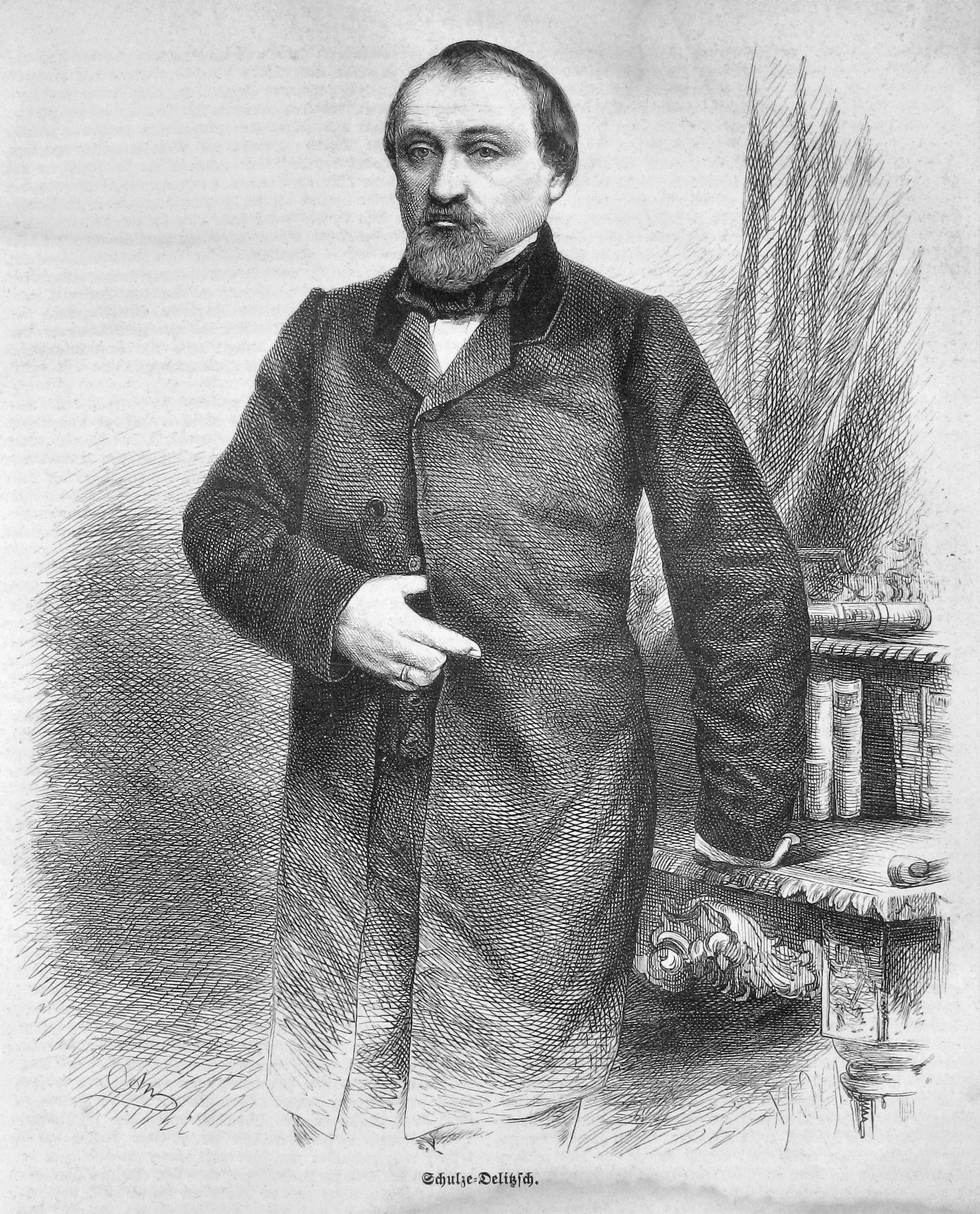
ヘルマン・シュルツェ＝デーリチュ

その後、協同組合運動の指導者ヘルマン・シュルツェ＝デーリチュらの参加を得た「青年＝リトアニア派」は、1848年革命時の旧民主主義残存分子と結合し、プロイセン議会が立法期を終えた1861年6月に「ドイツ進歩党」を結成し、来たるべき衆議院総選挙に備えた。進歩党は選挙綱領としてプロイセンが掌握するドイツ中央権力やドイツ国民議会によるドイツ統一、貴族院改革、大臣責任制（議院内閣制）の確立、市民的自治行政の確立、教会による学校監督の廃止、市民的なラントヴェーアの地位と2年兵役制の維持などを掲げた。それは当時の自由主義者の宿願をほぼ網羅したものであり、人々を引き付ける内容だった。

### プロイセン衆議院第一党に
1861年11月19日の第一次選挙、12月6日の第二次選挙の結果、衆議院の構成は進歩党109議席、旧派自由主義95議席、中央左派(Linkes zentrum)52議席、カトリック派54議席、ポーランド派23議席、保守党15議席という結果になり、衆議院の重心は著しく左翼に傾いた。
旧派自由主義や中央左派は政府に不信感を持ちながらも政府との妥協を目指したのに対し、進歩党は非妥協的であり、1858年以来国政を指導している自由主義保守派から構成される「新時代」内閣が掲げていた公約を彼らが理解している意味で実施するよう要求した。すなわち自由主義的法治国家の樹立、立憲政治の確立、小ドイツ主義に基づくドイツ連邦改革である。「新時代」内閣は、一方においては陸相アルブレヒト・フォン・ローンや軍事内局局長エドヴィン・フォン・マントイフェルら政府内反動派によって、他方では進歩党など議会反政府派によって睨まれて身動きが取れなくなった。

### 軍制改革への抵抗
進歩党は1862年3月に軍事費を含めた予算の公表を求める決議案を衆議院に可決させた。これは国王ヴィルヘルム1世や軍部が推し進めようとしていた軍制改革を牽制するものだった。反発した国王は衆議院を解散するとともに新時代内閣を更迭し、反自由主義内閣を創設した。しかし1862年5月の解散総選挙の結果は政府にとってさらに壊滅的だった。保守党の議席は11議席になり、政府に協力的な態度をとった旧派自由主義とカトリック派も大きく議席を落とす一方、進歩党が135議席、中央左派が96議席を獲得して躍進した。

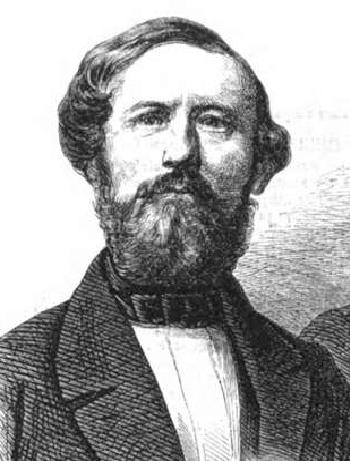
カール・トヴェステン

1862年9月11日から18日のプロイセン衆議院は軍制改革を盛り込んだ予算案を拒否する態度をとり紛糾した。進歩党のカール・トヴェステンら一部議員が妥協案を提出したが、国王はこれを統帥権の干犯と看做して応じず、無予算統治で軍制改革を断行する決意を固めた。この国王の非妥協的な態度に進歩党はじめ衆議院各会派は憤慨して妥協案は否決された。
軍部にはマントイフェルを中心に衆議院に対するクーデタを求める声もあったが、国王には妥協する意志もクーデタを起こす意志もなく、9月22日に無予算統治断行の覚悟があるオットー・フォン・ビスマルクを首相に任命した。ビスマルクは1862年10月にも空隙説というプロイセン憲法学説に基づいて、議会の承認を得ていない予算に基づいて国政を執行するという「無予算統治」を開始した。進歩党はじめ自由主義派は無予算統治を憲法違反として批判し憲法闘争を開始した。

### 憲法闘争
ビスマルクの無予算統治開始により軍制改革争議は憲法闘争に転化された。進歩党は無予算統治を「外形的立憲主義であり、まさしく絶対主義」と批判し、「衆議院は正当防衛を行う状況にある」と主張。またビスマルクのごとき憲法無視を行う首相の責任を追及する手段がないことを憲法典の唯一の欠陥と主張し、1863年4月22日に改めて大臣責任制を定める法案を議会に提出した。同法案は衆議院で圧倒的多数で可決されたが、国王にもビスマルクにもその意思はなかったから政府と貴族院に対する牽制以上の意味はなかった（プロイセン憲法上立法は衆議院、貴族院、国王の一致が必要）。
ビスマルクは進歩党に対抗すべく、自由主義ジャーナリズムを弾圧したり、進歩党の力の源になっている三級選挙制度の廃止を念頭に普通選挙を主張する社会主義者ラッサールに接近したりしたが、いずれも進歩党に対する決定打とはならなかった。
1864年の第二次シュレースヴィヒ＝ホルシュタイン戦争については進歩党もドイツ・ナショナリズム運動として支持した。戦勝後の1865年1月にビスマルクは、この戦勝で自由主義者も妥協的になるのではないかと期待し、1年ぶりに議会が招集したが、進歩党をはじめとする自由主義派は引き続き憲法闘争における政府の屈服を求め、また軍事予算の減額を要求して国王の統帥権を干犯しようとした。ビスマルクが議会に提出した予算案や兵役法案は成立することなく6月に議会は閉会。無予算統治が継続され、憲法闘争も続いた。
しかし自由主義派の間ではビスマルクが成功させつつあるドイツ問題の解決を憲法闘争より優先すべきという意見が強まっていった。進歩党内においてもトヴェステンらがビスマルクの外交を評価するようになった。

### 進歩党分裂
普墺戦争中の1866年5月9日に衆議院が解散され、7月3日のケーニヒグレーツの戦いの日に総選挙が行われた。ビスマルクのドイツ統一事業への評価は高まっており、進歩党は143議席から83議席へ激減、逆に「政府への無条件支持」を唱える保守派が大幅に議席を増大させる結果となった。
この選挙結果を受けてビスマルクは1862年以来の無予算統治に事後承認を与える事後承認法を議会に議決させ、憲法闘争を終結させた。この事後承認法の賛否をめぐって進歩党は分裂し、賛成する議員たちは進歩党を出て国民自由党(NLP)を結党した。この国民自由党は保守党から分党したビスマルク支持派の自由保守党とともに北ドイツ連邦やドイツ帝国の帝国議会においても多数派を占め、ビスマルク政府の与党的勢力となる。

### ドイツ統一後
ドイツ統一後も進歩党は総じてビスマルクに批判的な自由主義左派勢力として活動した。1870年代には帝国議会における自由主義左派勢力は進歩党とドイツ人民党が並立するような状態にあったが、進歩党が地域的にプロイセンを地盤とし、帝国議会内にも一定の勢力を築いたのに対し、人民党は西南ドイツ（特にヴュルテンベルク王国）を地盤としたが、国民自由党や中央党に地盤を浸食され、見るべき勢力に成長できなかった。
1882年にビスマルクが財政改革の一環としてタバコ専売を企図した際、進歩党左派は抗議運動を組織し、タバコ専売法案は帝国議会で否決された。この成功で進歩党左派の指導者オイゲン・リヒターのリーダーシップが強まった。リヒターは、国民自由党から自由貿易派が分党した自由主義連合と合同することで自身の自由主義左派における指導力を強化しようとし、1884年3月5日に進歩党と自由主義連合は合併してドイツ自由思想家党を結成することになった。この党はリヒターの党指導を巡って1893年に自由思想家人民党と自由思想家連合に分裂することになるが、1910年には進歩人民党として再結集している。

## 進歩党の構成
進歩党の議員たちには当初より2つの立場があった。一つは1848年革命の民主派の系譜を継ぐ急進的理念家たちである。彼らはベネディクト・ヴァルデックやヘルマン・シュルツェ＝デーリチュ等を中心とし、なによりも議会主義的憲政と市民的自由の確保を優先した。そのためビスマルクの軍制改革や無予算統治に対して断固抵抗の姿勢を貫いた。
これに対するもう一方は改良主義的現実主義者たちであり、カール・トヴェステンやオットー・ミヒャエリスらが該当する。彼らは自由主義の実現は現実の政治情勢の下でのみ可能と考え、ドイツ統一に役立つ政策を取るならばたとえ反動政府であっても積極的に協力し、その見返りとして議会権限の強化を引き出すという柔軟な戦術が必要と考えていた。特にミヒャエリスのような自由貿易主義者はドイツ関税同盟を軸とした統一市場圏確立を願っていたが、ビスマルクが着実にそれを遂行しているがゆえにビスマルクへの批判は軟弱なものにならざるを得なかった。
急進的理念家と改良主義的現実主義者、数の上では常に後者の方が多かったのだが、ビスマルクの首相就任前後は進歩党の議席が大きく伸びた時期であったため、その勢いに乗って政府への対決姿勢を強め、急進的理念家が主導権を発揮することになった。だが1864年の第二次シュレースヴィヒ＝ホルシュタイン戦争に始まるドイツ統一戦争が進むにつれて徐々に改良主義的現実主義者の声が大きくなっていき、党内の亀裂は深刻化し、最終的には改良主義的現実主義者たちが進歩党を出て国民自由党を旗揚げすることになるのである。

## 選挙結果

### プロイセン衆議院
| 選挙年次 | 獲得議席（総議席） | 議席順位 |
| -------- | ------------------ | -------- |
| 1861年   | 109議席（352議席） | 第1党    |
| 1862年   | 135議席（352議席） | 第1党    |
| 1863年   | 141議席（352議席） | 第1党    |
| 1866年   | 61議席（352議席）  | 第2党    |
| 1867年   | 48議席（432議席）  | 第3党    |
| 1870年   | 49議席（432議席）  | 第4党    |
| 1873年   | 68議席（432議席）  | 第3党    |
| 1876年   | 63議席（433議席）  | 第3党    |
| 1879年   | 38議席（433議席）  | 第5党    |
| 1882年   | 53議席（433議席）  | 第5党    |
| 出典:    |                    |          |

### 帝国議会 (北ドイツ連邦)
| 選挙日        | 獲得議席（総議席） | 議席順位 |
| ------------- | ------------------ | -------- |
| 1867年2月12日 | 46議席（297議席）  | 第5党    |
| 1867年8月31日 | 29議席（297議席）  | 第4党    |

### 帝国議会 (ドイツ帝国)
| 選挙日         | 得票      | 得票率 | 得票順位 | 獲得議席（総議席） | 議席順位 |
| -------------- | --------- | ------ | -------- | ------------------ | -------- |
| 1871年3月3日   | 342,000票 | 8.8%   | 第5党    | 46議席（382議席）  | 第4党    |
| 1874年1月10日  | 447,500票 | 8.6%   | 第3党    | 49議席（397議席）  | 第3党    |
| 1877年1月10日  | 417,800票 | 7.8%   | 第6党    | 35議席（397議席）  | 第5党    |
| 1878年7月30日  | 385,100票 | 6.7%   | 第6党    | 26議席（397議席）  | 第5党    |
| 1881年10月27日 | 649,300票 | 12.7%  | 第4党    | 60議席（397議席）  | 第2党    |